# Pacto por omisión
El pacto por omisión consiste en no llevar candidato, es decir, abstenerse de ello para que el contrincante no gane las elecciones, esto se aplicó en Chile durante las elecciones parlamentarias de 2009 y municipales de 2012, en estos últimos comicios el timonel del Partido Comunista, Guillermo Teillier, dio su argumentación señalando  "nosotros el único acuerdo que estamos concretando con la Concertación es un pacto por omisión respecto de la elección de alcaldes". Esto tuvo como consecuencia el que se den el pase uno a otro dependiendo de la negociación que se lleve a cabo. 
La Nueva Mayoría en las parlamentarias del 2013 igual se omitió de llevar candidato propio en el distrito de Santiago centro, llamando a sus electores a votar por el exdirigente estudiantil y líder de Revolución Democrática, Giorgio Jackson. Ello se hizo por el riesgo que representaba el que la coalición de centroderecha (Alianza por Chile) logre un doblaje.